# Jiang Ji
 (juillet 2018).
Si vous disposez d'ouvrages ou d'articles de référence ou si vous connaissez des sites web de qualité traitant du thème abordé ici, merci de compléter l'article en donnant les références utiles à sa vérifiabilité et en les liant à la section « Notes et références ».
Jiang Ji (19 avril 249) était un stratège et lettré chinois sous le règne du seigneur de guerre Cao Cao lors de la fin de la dynastie Han et sous les bannières du royaume de Wei lors de la période des Trois Royaumes (220-265) en Chine antique. Sachant très bien déceler les comportements humains, il fut premier secrétaire des Wei ainsi qu'un proche conseiller de Sima Yi.
Alors officier junior sous Cao Cao lors du premier siège sur Hefei en l’an 209, il élabora une ruse dans laquelle il expédia des lettres faisant état de l’arrivée d’une vaste force de soutien aux assiégés. Il s’arrangea pour que ces lettres mensongères tombent entre les mains de Sun Quan et ce dernier, qui crut l’information véridique, sonna la retraite. Plus tard, il s’opposa au transfert de la capitale proposé par Cao Cao à la suite de la cuisante défaite de Pang De et Yu Jin contre Guan Yu. 
En l’an 224, il occupa les fonctions de stratège lors d’une invasion générale du royaume de Wu lancée par Cao Pi. 
Sous le règne de Cao Fang, il fut promu grand commandant. En l'an 249, il fut, avec Sima Fu, chargé de la rédaction du décret envoyé à Cao Shuang lors du coup d’État mené par Sima Yi. Étant d'ailleurs un proche collaborateur de Sima Yi, il proposa l’exécution des partisans de Cao Shuang.